# 佩斯克拉
佩斯克拉，是西班牙坎塔布里亚的一个市镇。总面积9平方公里，总人口85人（2001年），人口密度9人/平方公里。